# Rappoport
Rap(p)oport oder Rap(p)aport (Hebräisch: רפפורט) ist ein jüdischer Familienname des Kohanim-Stammbaumes. Er wurde zum ersten Mal 1380 in Regensburg erwähnt.

## Etymologie
Zur Entstehung des Familiennamens gibt es verschiedene Erklärungsansätze. Fast alle Erklärungsversuche stimmen darin überein, dass die Familie im 15. Jahrhundert nach Italien ausgewandert ist und sich von dort aus nach West- und Osteuropa ausgebreitet hat. Zudem wird vermutet, dass die Ursprünge der Familie bei Ashkenazim mit dem Namen Raffa liegen, die 1420–1422 von Giovanni da Capistrano aus Regensburg nach Mainz vertrieben wurden.

### 1. Erklärungsansatz

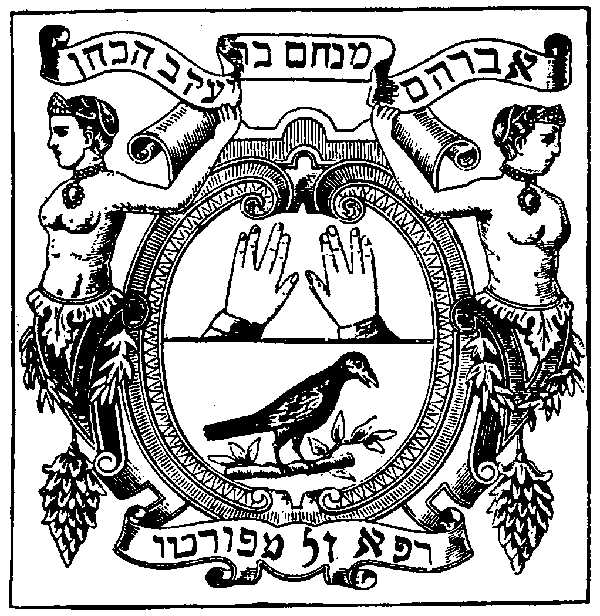
Auf dem Familienwappen sind zusammengelegte Hände als Zeichen des Priestersegens und ein Rabe dargestellt.

Das Familienwappen ist auf der Titelseite des Buches Minha B’lulah von Rabbi Abraham Menahem, dem Sohn von Jacob ha-Kohen, abgebildet, welches 1594 in Verona veröffentlicht wurde. Es stammt aus der italienischen Renaissance. Die Arme in Form der priesterlichen Segnungshaltung innerhalb des Wappens repräsentieren die Priesterfamilie Rappa. Der Rabe verkörperte im Mittelalter die Tugend der Weisheit. Die hebräische Inschrift lautet Abraham Menachem bar Jakob ha-Kohen Raffa mi Porto, was Abraham – Arzt aus Porto oder Abraham Raffa aus Porto bedeuten kann. (Im Hebräischen gibt es keine Vokale und die Konsonanten P und F werden mit demselben Buchstaben gekennzeichnet.)
Um das Jahr 1520, etwa 75 Jahre, bevor das Wappen gedruckt wurde, bezeichnet sich eines der Familienmitglieder selbst als „Beschneider Yitzchak, der Sohn von Yechiel dem Kohen der Raben“. Dieses Rabe=Rape als erster Teil des Namens wurde viele Jahre verwendet. Der Zweite Teil des Namens, Porto, ist von der Stadt Portobuffolé (40 km nördl. von Venedig) abgeleitet. Die Familie Rappa lebte bereits vor 1480 in dieser Stadt, fast 70 Jahre eher als in Porto Legnago.
Da den Juden im Mittelalter das Erlernen des Druckerhandwerks verboten war, ist nicht geklärt, wie der Rabbi Meshullam Yekutiel-Kuzi Rappa sich die entsprechenden Kenntnisse aneignen konnte. Nach der zweiten Judenvertreibung eröffnete er eine Druckerei in der norditalienischen Stadt Piove di Sacco. 1472 publizierte er das erste mit beweglichen Lettern gedruckte jüdische Buch überhaupt, den ersten Teil der Arba’a Turim von Jakob ben Ascher. Das Werk wurde 1475 vollendet.
Diesen Erklärungsansatz vertritt Rabbi Eliakim Carmoli in The Ravens and the Doves.

### 2. Erklärungsansatz
Der Name Rapa oder Rappe ha-Kohen (-Tzedeq (Rapa Katz)) wird erstmals im Jahr 1450 erwähnt. Damals lebte Meshullam Kusi (abgekürzt von "Jekuthiel") Rapa ha-Kohen Tzedeq, das älteste bekannte Mitglied der Familie, am Rhein in Mainz. Einige Jahrzehnte später verschwand die Familie aus Deutschland, wahrscheinlich in Verbindung mit der zweiten Judenvertreibung vom 29. Oktober 1462. Im Jahr 1467 wird ein Chayyim Rappe als Almosensammler für die Armen aus dem Heiligen Land in Mestre in der Nähe von Venedig erwähnt. In Venedig war ein Arzt namens R. Moses Rap vom Tragen des Judensterns freigestellt.
In der Mitte des 16. Jahrhunderts erschien in Italien eine kohenitische Familie Porto. Am 18. März 1540 erhielt R. Isaac Porto ha-Kohen eine Erlaubnis vom Herzog von Mantua zum Bau einer aschkenasischen Synagoge. Der Name Porto leitete sich von der Stadt Porto bei Mantua ab, wo Isaac Porto ha-Kohen lebte. Eine Heirat von Mitgliedern der Familien Rabe und Porto erklärt die Entstehung des Namens Rapaport; 1565 amtierte Rabbi Salomon ben Menachem ha-Kohen Rapa aus Venedig in der o. g. Synagoge von Mantua, während Rabbi Abraham Porto ha-Kohen (1541–1576) Vorsteher der Gemeinde war. Zur selben Zeit siedelte ein Zweig der Familie nach Prag über, was dort befindliche Begräbnisstätten mit den Namen Porta (1589) und Port (1598) belegen.

### 3. Erklärungsansatz
Nach der zweiten Vertreibung der Juden aus Mainz von 1462 findet man einige Familien im Norden Italiens in fruchtbaren Gegenden der Poebene. Ein Sohn der Familie Raffa zog nach Venedig, wo er als Rabbi tätig war. Ein anderer, ebenfalls als Rabbi tätig, zog nach Porto, heute Legnago. Der zweite Teil des Namens bezieht sich auf die Stadt Porto. Als der in Porto lebende Sohn der Familie ebenfalls nach Venedig umzog, wollten die dortigen Juden zwischen dem alten und dem neu angereisten Rabbi unterscheiden. Sie nannten ihn „der Raffa aus Porto“, während der erste Rabbi als „der Raffa aus Venedig“  bekannt war. Mit der Zeit verfestigte sich der Name Raffa-Porto, deshalb Rapaport.

### 4. Erklärungsansatz
Der Name Rapaport war eine Kombination des bedeutenden ‘Rav’ [Rabbi] aus der Stadt Porto, einer Großstadt in Portugal.
Diese Version wird von dem Historiker Ben-Zion Dinur vertreten.

## Westeuropäische Zweige
Zum Ende des 16. Jahrhunderts hat sich der Familienname Ha-Kohen Rabe durchgesetzt. Ein Teil des polnischen Zweiges hat den Familiennamen auf Wrona (polnisch Rabe) geändert. Einer anderen Version nach hat der Name Wrona seine Ursprünge in der italienischen Stadt Verona. Die Uneindeutigkeit kommt daher, weil auf Hebräisch die Wörter Wrona und Verona gleich gelesen werden (Hebräisch:  ורונה).
In der Mitte des 17. Jahrhunderts lebte die Familie Rapa-Port in Polen und Lettland. Mit der Zeit fanden Modifizierungen des Familiennamens statt: Rapiport, Rapoport, Rappeport und Rappert entstanden. Vorrangig hat sich die Familie von Krakau und Lemberg aus verbreitet; im Jahr 1584 wurde ein bekannter Talmudist Abraham Rapa von Port (auch Schrenzel genannt) geboren.
Zu Beginn des 20. Jahrhunderts begannen die Familien in angelsächsische Staaten wie USA, Kanada, England, Australien und Südafrika auszuwandern.

## Bekannte Namensträger
- Charles Rappoport (1865–1941), litauisch-französischer Sozialist
- Ernst Rappoport (1899–1983), deutscher Richter
- Pawel Alexandrowitsch Rappoport (1913–1988), sowjetischer Architekturhistoriker und Archäologe
- Shlomo Sanwel Rappoport, echter Name von Salomon An-ski (1863–1920), russischer Schriftsteller, Journalist und Ethnograph
- Xenija Alexandrowna Rappoport (* 1974), russische Schauspielerin